# مظلومی
مظلومی از نام‌های خانوادگی متداول در ایران است و می‌تواند درباره یکی از این افراد به کار رود:
- میرطاهر مظلومی
- غلامحسین مظلومی
- پرویز مظلومی
- مهدی مظلومی